# Jarlitz
Jarlitz ist ein Ortsteil der Gemeinde Oetzen im niedersächsischen Landkreis Uelzen.

## Geografie und Verkehrsanbindung
Jarlitz liegt südöstlich des Kernortes Oetzen an der Landesstraße L 254. Nördlich verläuft die B 191 und südlich die B 493. Nördlich und östlich vom Ort fließt die Wipperau, ein rechter Nebenfluss der Ilmenau.

## Sehenswürdigkeiten
Das Wohnhaus Jarlitz Nr. 2 ist als Baudenkmal ausgewiesen (siehe Liste der Baudenkmale in Oetzen#Jarlitz).